# آمستردام (رمان)
آمستردام (انگلیسی: Amsterdam) نام رمانی است نوشتهٔ ایان مک‌یوون که در سال ۱۹۹۸ در بریتانیا منتشر شد. این کتاب توانست جایزه ادبی من بوکر را از آنِ خود کند.
در ایران نشر افق آمستردام را در سال ۱۳۹۱ با ترجمهٔ میلاد زکریا منتشر کرده است.